# Großschutzgebiet
Unter Großschutzgebiet werden im deutschsprachigen Raum zumeist Nationalparks, Biosphärenreservate und Naturparks verstanden und zusammengefasst. Der Begriff ist nicht gesetzlich definiert, er ist nicht in den Naturschutzgesetzen oder anderen Gesetzen genannt; dies gilt für alle deutschsprachigen Länder.
Das Großschutzgebiet spielt übergreifend als Begriff in Geographie, Ökologie, Landwirtschaft, in Naturschutz und Tourismus eine Rolle.
International ist der Begriff als solcher, etwa im Englischen als large protected area oder large-scale protected area eher unüblich, weil in der internationalen Naturschutzdiskussion und in der IUCN die Frage der Unterscheidung von Schutzgebieten nach Größenklassen in der Regel keinen großen Stellenwert besitzt. 

## Definitionen
Aktuell bestehen zwei unterschiedliche Auffassungen über das Verständnis des Begriffs: Zum einen gibt es eine eher formal-juristische Auffassung, nach der zu den Großschutzgebieten nur die in den Bundes- und Landesnaturschutzgesetzen erwähnten Kategorien großflächiger Schutzgebiete zählen, d. h. die oben genannten; diese Sichtweise vertritt z. B. das BfN. Zum anderen gibt es ein eher inhaltlich bestimmtes Verständnis des Begriffs, das sämtliche Kategorien großer Schutzgebiete Großschutzgebiete nennt; nach dieser Auffassung gehören neben den naturschutzrechtlich definierten formalen Großschutzgebieten Nationalpark, Biosphärenreservat und Naturpark als informelle Großschutzgebiete die Regionalparke, die Geoparks und die Sternenparke zu diesem Oberbegriff. Auch die in verschiedenen Naturschutzgesetzen österreichischer Bundesländer aufgeführten Ruhegebiete bzw. Ruhezonen können in diesem Sinne als Großschutzgebiete verstanden werden.

## Aufgaben
Großschutzgebiete erfüllen Aufgaben, die zum einen dem Schutz von Natur und Landschaft, zum anderen aber auch der Erholung, dem Fremdenverkehr und der Bildung von Nutzen sind. In einigen Ländern – zum Beispiel in Brasilien oder Australien – gibt es zudem spezielle Indigenen-Schutzgebiete, die neben dem Naturschutz insbesondere für die Bewahrung des traditionellen Lebens naturnah lebender indigener Völker geschaffen wurden (siehe auch Indianerreservat).
Gedacht ist bei Großschutzgebieten an eine Art „Vorbildlandschaft“ für eine umwelt- und ressourcenschonende, nachhaltige wirtschaftliche Entwicklung als Interaktion zwischen Mensch und Natur. Dazu gibt es je nach Großschutzgebiet unterschiedliche Schwerpunkte, die die besonderen ökologischen und ästhetischen Qualitäten von Natur- und Kulturlandschaft zu erhalten suchen.

## Entwicklungsschwerpunkte für Gebietsschutz und Großschutzgebiete
(Quelle:)
- Weiterentwicklung von Qualitätskriterien und Standards
- regelmäßige Bewertung
- Sicherstellung nachhaltige Finanzierung
- Verbesserung des Schutzgebietsmanagements und der Kommunikation
- Verbesserung von Forschung und Monitoring
- schutzgebietsübergreifende und grenzüberschreitende Zusammenarbeit
- Durchführung von Förderprojekten des Bundes in den Großschutzgebieten